# Hradčany (ort i Tjeckien, Olomouc, lat 49,36, long 17,13)
Hradčany är en ort i Tjeckien.   Den ligger i regionen Olomouc, i den östra delen av landet, 210 km öster om huvudstaden Prag. Hradčany ligger 223 meter över havet och antalet invånare är 250.
Terrängen runt Hradčany är platt åt sydost, men åt nordväst är den kuperad. Runt Hradčany är det ganska tätbefolkat, med 116 invånare per kvadratkilometer. Närmaste större samhälle är Prostějov, 12,0 km norr om Hradčany. Trakten runt Hradčany består till största delen av jordbruksmark.